# Enrique Cañas
Enrique Cañas Flores; (Talca, 28 de enero de 1900 - Santiago, 2 de diciembre de 1988). Abogado, profesor y político conservador chileno. Hijo de Leopoldo Cañas y Carmen Flores. Contrajo matrimonio con Glarifa Madrid Arellano.

## Actividades profesionales
Educado en el Liceo de Talca y en el Liceo de Aplicación de Santiago. Luego ingresó al Instituto Pedagógico y a la Facultad de Derecho de la Universidad de Chile, titulándose de abogado y profesor de Historia y Geografía en 1925. Estudió también en la Universidad de Lovaina, Bélgica.
Fue Vicepresidente de la Asociación Nacional de Estudiantes Católicos (1924).
Inició sus actividades como docente de los Liceos Santa Catalina y San Agustín (desde 1920), en el Colegio San Pedro Nolasco, Liceo Miguel Luis Amunátegui, Liceo Alemán de Santiago (desde 1926) y Liceo de Aplicación, donde hizo clases de Historia y de Educación Cívica. Además fue profesor de Geografía Económica de la Universidad Católica y la Universidad de Chile.

## Actividades diplomáticas
Fue Delegado de Chile a la Conferencia Internacional del Trabajo, en Ginebra, Suiza. Además fue Delegado suplente a la Asamblea de la Liga de las Naciones (1933).
Asistió como Delegado al Congreso Mundial de la Prensa Católica de Bruselas, Bélgica (1935). Fue y Delegado de la prensa a la Conferencia de La Paz, en Buenos Aires, Argentina (1936).
Consejero comercial de la Embajada de Chile en Roma. Embajador en Uruguay (1965-1970).

## Actividades políticas
Militante del Partido Conservador, llegando a presidir la asamblea provincial del partido en Santiago (1940).
Elegido Diputado por el 1.er. Distrito Metropolitano: Santiago (1933-1937), integrando la comisión permanente de Relaciones Exteriores y la de Economía y Comercio.
Reelecto Diputado por la misma agrupación distrital (1941-1945), siendo parte de la comisión permanente de Educación. Nuevamente reelecto (1945-1949), fue miembro en esta oportunidad de la comisión de Trabajo y Legislación Social.
Su último período como Diputado lo obtuvo por la misma agrupación (1949-1953), esta vez integró la comisión de Hacienda.

## Otras actividades
Fue redactor de “El Diario Ilustrado” de Santiago y delegado de este diario en un viaje que hizo a Lima, Perú. Se destacó como secretario y gerente de la Asociación de Molineros del Centro.
Fue Vicepresidente del Consejo Nacional de Turismo del Ministerio de Fomento y agente de la Corporación de Ventas del Salitre y Yodo, en Bruselas (1953).
Director del Centro de Derecho de la Universidad Católica. En dos periodos fue Presidente del Instituto Chileno-Brasileño (1948-1980).

## Membresías y reconocimientos
Condecorado con la Legión de Honor en el grado de Comendador por el gobierno de Francia. Fue Socio del Club Fernández Concha y Director del Club Hípico.